# Qafa e Morinës
Der Qafa e Morinës (albanisch auch Qafa Morinë, zu Deutsch Morina-Pass) ist ein Gebirgspass im nördlichen Albanien beziehungsweise westlichen Kosovo. Die Staatsgrenze zwischen beiden Staaten verläuft auf der Passhöhe.
Es handelt sich um den tiefstgelegenen Übergang zwischen den beiden Ländern abgesehen vom Durchbruchs des Weißen Drin, der heute im Fierza-Stausee geflutet ist. Nördlich des Passes erheben sich die Albanischen Alpen, im Süden das Bergland von Has. Die Westseite wird von der Bistrica, einem Nebenfluss der später in den Drin mündenden Valbona, die Ostseite von der Labenica, einem kleinen Nebenfluss des in den Weißen Drin mündenden Erenik, entwässert.
Der Name stammt vom Ort Morina am östlichen Aufstieg zum Pass.

## Verkehr

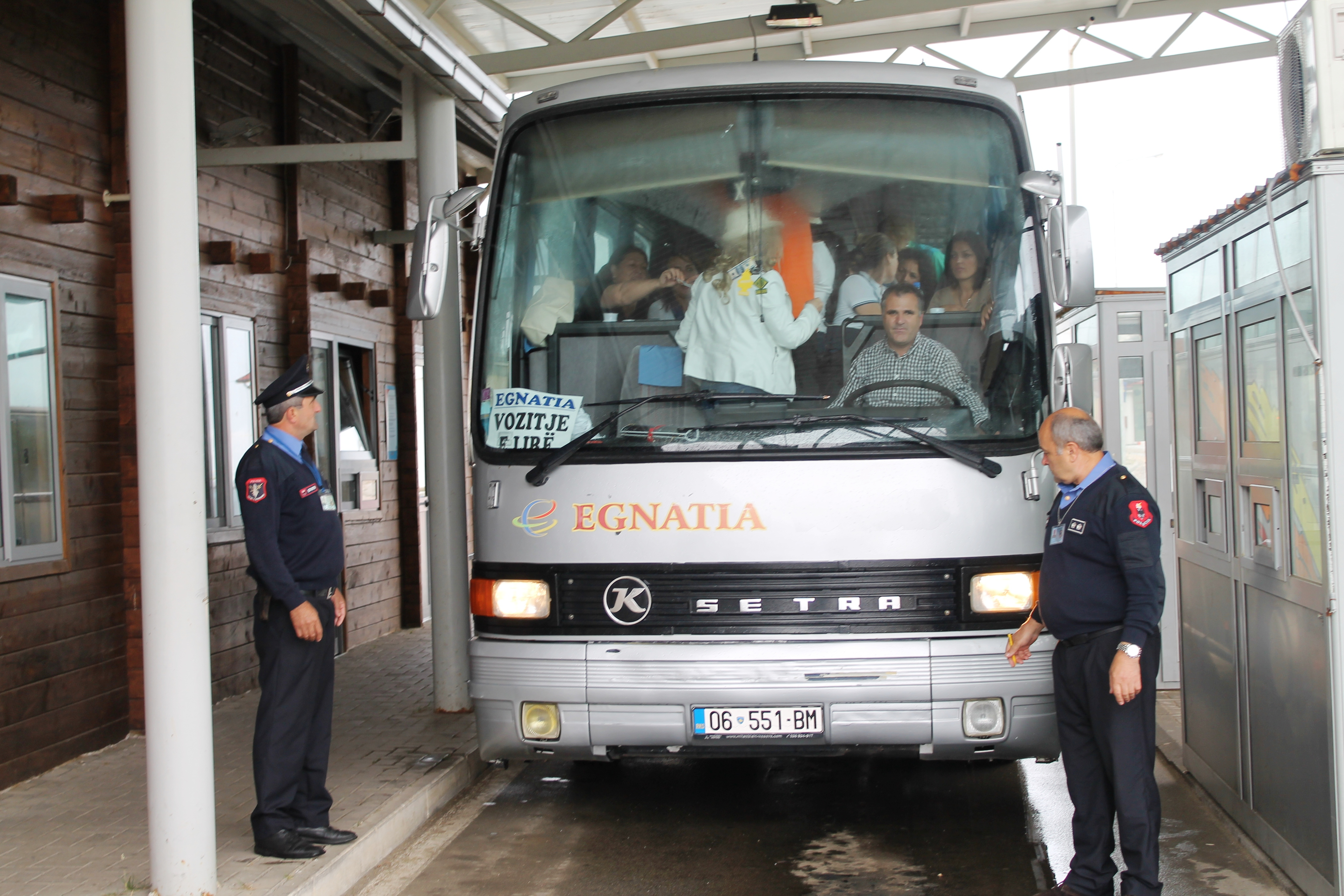
Kosovarischer Bus am Grenzübergang

Auf dem Pass wurde am 1. Mai 2003 ein Grenzübergang zwischen den beiden Staaten eröffnet. Über den Pass führt eine Verbindungsstraße von Bajram Curr (Albanien) nach Gjakova (Kosovo), die in Albanien als SH 22, in Kosovo als M-9.1 bezeichnet wird. Vom Pass bis Bajram Curr sind es 25 Kilometer, bis Gjakova 22 Kilometer. Diese Straße wurde zu einer modernen Straße ausgebaut.

Der wichtigste Grenzübergang zwischen Kosovo und Albanien, weiter südlich zwischen Kukës und Prizren gelegen, heißt Morina-Vërmica, benannt nach einem weiteren Dorf namens Morina.